# Michael d'Halluin
Michael d'Halluin, né le 17 novembre 1990 à Lesquin, est un tireur sportif français.

## Carrière
Il est médaillé de bronze en tir à 50 mètres en carabine trois positions aux Jeux méditerranéens de 2013 à Mersin.
Aux Championnats du monde de tir 2018 à Changwon, il remporte la médaille d'or en tir à la carabine en position couchée à 300 mètres par équipes avec Valérian Sauveplane et Rémi Moreno Flores, ainsi que la médaille de bronze en tir à la carabine trois positions à 300 mètres par équipes avec Valérian Sauveplane et Alexis Raynaud.
Il est médaillé d'argent en tir à la carabine trois positions à 300 mètres par équipes et médaillé de bronze en tir à la carabine standard à 300 mètres par équipes aux Championnats d'Europe 2019 à Tolmezzo.
Il est médaillé d'or en tir à la carabine à 300 mètres 3 positions par équipes et médaillé d'argent en tir à la carabine 50 mètres 3 positions par équipes aux Championnats du monde de tir 2022 au Caire,.